# DB-Baureihe ET 195
Die Triebwagen der DB-Baureihe ET 195 wurden 1954 von der Deutschen Bundesbahn für die meterspurige bundeseigene Straßenbahn Ravensburg–Weingarten–Baienfurt beschafft, wenige Jahre vor deren Schließung. 1961 bis 1963 wurden die beiden elektrischen Straßenbahn-Triebwagen in Großraumbauweise für den Einsatz auf der Rotterdamsche Tramweg Maatschappij (RTM) auf Kapspur gebracht und umgebaut. Zusammen mit einem eigens für diesen Zweck erstellten und ihnen auch äußerlich angepassten Generatorwagen bildeten sie dort den dieselelektrischen Triebzug M 17. Nochmals umgespurt, aber antriebstechnisch unverändert, fuhr der Zug schließlich bis 1999 als VT1 bei der Zillertalbahn in Österreich.

## Geschichte
Als sich nach dem Zweiten Weltkrieg die Fahrgastzahlen auf der Strecke Ravensburg–Baienfurt erhöhten, beschaffte die Deutsche Bundesbahn im Jahr 1954 beim Düsseldorfer Unternehmen Duewag zwei – damals hochmoderne – Duewag-Großraumwagen mit elektrischer Ausrüstung von Kiepe. Sie waren für die ab 1955 eingeführte Taktverdichtung zwischen Ravensburg und Weingarten nötig. Die beiden neuen Wagen mit den Fabriknummern 26887 und 26888 wurden als ET 195 01 und ET 195 02 in den Bestand eingereiht und kosteten zusammen 340.000 D-Mark. Sie wurden am 9. April 1954 mit einer Pressefahrt und anschließender Konferenz im Hotel Hildenbrand in Betrieb genommen, die Fahrgäste waren von den hellen, schnellen, gut belüfteten und beheizten Wagen begeistert. Die neuen Fahrzeuge kamen mitunter auch gemeinsam in Doppeltraktion zum Einsatz. Dafür konnten sie jedoch aus technischen Gründen nicht zusammen mit den älteren Fahrzeugen der Bahn eingesetzt werden.
Im Prinzip handelte es sich dabei um Standardfahrzeuge, wie sie damals bei vielen deutschen Straßenbahnbetrieben im Einsatz waren, als Besonderheit hatten sie jedoch – analog zu den wenige Jahre zuvor umgebauten Altbaufahrzeugen – von Beginn an nur auf einer Seite Türen (zwei Doppeltüren), obwohl es sich ebenfalls um klassische Zweirichtungsfahrzeuge handelte. Dies war nur deshalb möglich, weil sich bei der Straßenbahn Ravensburg–Weingarten–Baienfurt alle Bahnsteige auf der gleichen Seite befanden. Außergewöhnlich für vierachsige Drehgestellwagen war die Position des Scherenstromabnehmers in Wagenmitte. Weil es in Ravensburg nur eine Straßenbahnlinie gab, besaßen sie zwar eine Rollbandanzeige für das Fahrtziel, aber keinen Liniennummernkasten. Die Lackierung war lindgrün, ergänzt um einen dunkelgrünen Zierstreifen unterhalb des Fensterbands sowie mehrere silberne Zierleisten. Sie wich damit vom restlichen Fuhrpark der Straßenbahn im Speziellen und den übrigen Triebwagen der Deutschen Bundesbahn im Allgemeinen ab und erklärt sich aus der Zugehörigkeit zu einer Serie. So bestellten seinerzeit die Rheinbahn und die Vestischen Straßenbahnen ebenfalls grüne Duewag-Großraumwagen. Auch der nur auf der türlosen Seite angebrachte Eigentümerschriftzug „Deutsche Bundesbahn“ war auf solchem Hintergrund nur bei den beiden ET 195 anzutreffen. Im Volksmund wurden sie daher nur als „die Grünen“ bezeichnet. Im Innenraum fanden mit grünem Kunstleder bezogene Polstersitzgruppen in Vis-à-vis-Anordnung und mit einem 2+1-Sitzteiler Verwendung, Klassenziffern waren nicht angeschrieben.
Die beiden Straßenbahnwagen waren die einzigen von der Deutschen Bundesbahn neu beschafften Schmalspur-Triebwagen. Auf allen anderen Schmalspurbahnen der Staatsbahn wurde der Betrieb hingegen weiterhin ausschließlich mit lokomotivbespannten Zügen durchgeführt.

## Weitere Nutzung
Nach dem endgültigen Beschluss zur Einstellung der Straßenbahn Ravensburg–Weingarten–Baienfurt wurden die beiden gerade einmal sieben Jahre alten Neubaufahrzeuge 1961 an die holländische Überlandstraßenbahn Rotterdamsche Tramweg Maatschappij (RTM) verkauft, die sie für die Erstellung des dieselelektrischen Triebzugs M 17 verwendete, der dann von 1970 bis 1999 als VT 1 bei der Zillertalbahn eingesetzt war und heute der Museumsbahn Stichting voorheen RTM gehört.

## Technik
Wagenkasten und Drehgestelle waren in geschweißter Stahl-Leichtbauweise gefertigt. Das erste Drehgestell war angetrieben, der Motor befand sich zwischen den Achsen und trieb diese über Achsgetriebe an. Die Fahrzeuge hatten ferner drei verschiedene Bremsen.